# Vestre Slidre
Gmina Vestre Slidre (norw. Vestre Slidre kommune) – norweska gmina leżąca w regionie Oppland. Jej siedzibą jest miasto Slidre.
Vestre Slidre jest 217. norweską gminą pod względem powierzchni.

## Demografia
Według danych z roku 2005 gminę zamieszkuje 2245 osób. Gęstość zaludnienia wynosi 4,83 os./km². Pod względem zaludnienia Vestre Slidre zajmuje 319. miejscu wśród norweskich gmin.
| ludność stan na 1 stycznia 2005 |         |           |       |
|                                 | kobiety | mężczyźni | razem |
| osób                            | 1155    | 1090      | 2245  |
| %                               | 51,45%  | 48,55%    | 100%  |

| wykształcenie stan na 1 października 2004 |        |         |        |        |
|                                           | podst. | średnie | wyższe | niezn. |
| osób                                      | 376    | 1128    | 261    | 52     |
| %                                         | 20,69% | 62,08%  | 14,36% | 2,86%  |

## Edukacja
Według danych z 1 października 2004:
- liczba szkół podstawowych (norw. grunnskolar): 2
- liczba uczniów szkół podst.: 275

## Władze gminy
Według danych na rok 2011 administratorem gminy (norw. rådmann) jest Gunnar Kverneggen, natomiast burmistrzem (norw. ordfører, d. borgermester) jest Eivind Snorre Brenna.